# 苏拉八色鸫
苏拉八色鸫（学名：Pitta dohertyi），是八色鸫科八色鸫属的一种，为印度尼西亚的特有种。该物种的保护状况被评为近危。
苏拉八色鸫的平均体重约为60.0克。栖息地包括种植园、亚热带或热带的湿润低地林、亚热带或热带严重退化的前森林、亚热带或热带的（低地）湿润疏灌丛和河流、溪流。